# Hariyali Nepal Party
Hariyali Nepal Party (nepálsky हरियाली नेपाल पार्टी, Hariyālī Nepāl pārṭī – Zelená nepálská strana) je mimoparlamentní politická strana v Nepálu, která prosazuje zelenou politiku. Byla založena v roce 1996, přičemž její zakladatel Kuber Sharma v roce 2004 krátce zastával funkci nepálského ministra kultury, turismu a civilní letecké dopravy. Strana je součástí Asijsko-pacifické zelené sítě a Global Greens.
Před volbami do nepálského ústavodárného shromáždění v roce 2008 strana zpochybnila neutralitu voleb a bojkotovala je.
Ve volbách do druhého ústavodárného shromáždění v roce 2013 získala strana 251 FPTP hlasů a 1 927 poměrných hlasů z celkového počtu 9 044 908 respektive 9 463 862 a nezískala ani jedno křeslo.
V září 2016 byla straně pro nesplnění podmínek odebrána volební komisí registrace.